# Коморски франк
Вижте пояснителната страница за други значения на франк.
Коморският франк (на френски: franc comorien; на арабски: فرنك قمري) е официалната валута на Коморските острови.
Дели се на 100 сантима. Има монети от 25, 50, 100 и 250 франка, както се емитират и банкноти от 500, 1000, 2000, 5000 и 10 000 франка.